# Werner Ehrlicher (Wirtschaftswissenschaftler)
Werner Ludwig Ehrlicher (* 22. Februar 1920 in Effelter in Oberfranken; † 23. April 2012 in Hamburg) war ein deutscher Wirtschafts- und Finanzwissenschaftler.

## Leben

### Jugendzeit
Der katholische Werner Ehrlicher war Sohn des Forstmeisters Karl Ehrlicher und seiner Ehefrau Hedwig, geb. Sporrer, im oberfränkischen Effelter. Sein Vater, der vor dem Ersten Weltkrieg Forstwirtschaft studiert hat, übernahm nach seiner Rückkehr aus dem Krieg im Jahre 1921 das Forstamt Ludwigsstadt, und die junge, seinerzeit vierköpfige Familie zog in das dortige große Forsthaus. Karl Ehrlicher blieb nach dem Krieg Reserveoffizier und wurde Mitglied des Stahlhelm, analog dazu war seine Ehefrau in den 1920er Jahren Mitglied des Bundes Königin Luise und wurde später in die NS-Frauenschaft überführt. Beide waren politisch betont konservativ und deutschnational eingestellt.
Werner Ehrlicher besuchte von 1926 bis 1930 die Volksschule Ludwigsstadt. Da hier keine höheren Schulen vorhanden waren, gingen er und sein fast zwei Jahre älterer Bruder Kurt Ehrlicher (* 1918) an das Alte Humanistische Gymnasium zu Bamberg, das er im März 1938 nach achtjähriger humanistischer Ausbildung und Aufenthalt im Internat Aufseesianum mit dem Abitur abschloss. Seine drei jüngeren Schwestern besuchten eine höhere Schule in Saalfeld. Die humanistische Ausbildung betrachtete Werner Ehrlicher zunächst als Zeitverschwendung, vielmehr interessierte er sich durch den Beruf seines Vaters für Waldbau. Bis 1933 gehörte er der Jugendbewegung an, wurde später in die Hitler-Jugend überführt und wurde Hitler-Jugendführer niedrigeren Ranges. In den Jahren 1934/35 bemühte er sich vergeblich um die Aufnahme in die Reichsschule Feldafing, um eine elitäre Ausbildung erhalten zu können.

### Militärische Laufbahn
Nach Vollendung der Reichsarbeitsdienstpflicht begann Ehrlicher 1938 mit der Fahnenjunker-Ausbildung bei der Wehrmacht in Münster. Er wollte als Flieger bei der Luftwaffe eingesetzt werden, nach allen bestandenen Prüfungen hat er jedoch erfahren, dass Brillenträger als Flieger ausgeschlossen sind. Somit wurde er bei der Luftnachrichtentruppe eingesetzt und besuchte die Kriegsschule in Halle. Beim Frankreichfeldzug war er dabei und wurde danach als Leutnant in Paris stationiert. Vor Beginn des Deutsch-Sowjetischen Kriegs wurde seine Einheit an die Grenze zur Ukrainischen SSR verlegt. Darauf folgte ein schneller Vormarsch bis an den Dnepr. Im Jahre 1942 führte Ehrlicher die Funkkompanie einer im Bodenkampf eingesetzten Flak-Division westlich Moskaus. In den folgenden zwei Jahren blieb er als Chef einer Flugmeldekompanie etwa 50 km hinter der Front. Als letzten Dienst im Zweiten Weltkrieg galt es, Russland auf seinem Vormarsch in den deutschen Raum aufzuhalten, wobei er im April 1945 seinen letzten Sturmangriff als Chef eines Panzerjagdbataillons führte.

### Akademische Laufbahn

#### Studium
Nach der Pensionierung Ehrlichers Vaters wechselte im Juni 1945 der Elternwohnort nach Bamberg. Da nach dem Krieg noch keine Hochschule geöffnet war, begann er ein technisches Praktikum in einer Maschinenfabrik. Im Herbst 1945 wurde zunächst die Theologisch-Philosophische Hochschule Bamberg wiedereröffnet. Dort besuchte er philosophische und naturwissenschaftliche Vorlesungen und begann ein Technik- und Philosophiestudium. Doch bereits im Dezember desselben Jahres untersagte die zuständige Instanz der nach dem Krieg errichteten Militärregierung das Weiterstudium wegen seiner früheren Tätigkeit in der Hitler-Jugend.
Im Januar 1946 begann auch der Lehrbetrieb einiger Fakultäten der Universität Erlangen. Da hier ein von Ehrlicher bevorzugtes forstwirtschaftliches Studium nicht möglich war, setzte er hier sein Philosophiestudium fort und begann zudem ein Studium der Rechts- und Staatswissenschaften. Zeitweise war er währenddessen mit dem Betriebswirt Karl-Michael Kirsch zusammen tätig. Da jedoch schon bald ein Ordinarius nach Tübingen berufen und zwei weitere wegen Zugehörigkeit zu nationalsozialistischen Organisationen entlassen wurden, führten zwei Professoren der Handelshochschule Nürnberg sein Studium nur noch notdürftig weiter, außerdem gab es kaum geeignete Fachbücher und Lehrmaterial. Eine ihm gut bekannte, mittlerweile promovierte Wirtschaftswissenschaftlerin stellte ihm die Bibliothek ihres Doktorvaters zur Verfügung, wo Ehrlicher größtenteils autodidaktisch für ein Jahr lang Ökonomie studierte und eine Diplomarbeit über John Maynard Baron Keynes (1883–1946) verfasste. Nach insgesamt etwa 1¾jährigem Studium, anfangs unter Carl Brinkmann (1885–1954), legte er im September 1947 das Examen ab. Mit dem Dissertationsthema Zum Problem der nationalökonomischen Synthese zur Promotion nahm ihn der neu an die Universität Erlangen berufene Georg Weippert (1899–1965) als Doktoranden an. Im Januar 1949 begann er mit der zweiteiligen Dissertation Die Problematik des Zeitmoments in der Theorie des Sparens und Investierens und promovierte im folgenden Jahr. Am Staatswissenschaftlichen Seminar der Universität Erlangen wurde Ehrlicher Assistent von Rudolf Stucken (1891–1984) und lehrte bereits vor seiner Habilitation als Privatdozent. Nebenbei studierte er weiterhin Philosophie und Ökonomie. Im Jahre 1955 wurde er dann mit der Schrift Geldkapitalbildung und Realkapitalbildung habilitiert.

#### Lehrtätigkeit
Zunächst lehrte Ehrlicher an der Universität Erlangen als Privatdozent. Bereits 1956/57 vertrat er den Lehrstuhl für Finanzwissenschaft an der Ruprecht-Karls-Universität Heidelberg für zwei Semester. Erst jetzt beschäftigte er sich intensiv mit Finanzwissenschaft. Zurück an der Universität Erlangen vertrat er nach der Emeritierung Stuckens den Lehrstuhl für Volkswirtschaftslehre bis 1959. In Voraussicht auf den Lehrstuhl für Volkswirtschaftslehre und Finanzwissenschaft an der Albert-Ludwigs-Universität Freiburg lehnte Ehrlicher Rufe an verschiedene Hochschulen ab. Sein Wunsch erfüllte sich und er begann im Frühjahr 1959 in Freiburg zu lehren. Mit dem Aufsatz Die deutsche Finanzpolitik seit 1924 ist ihm 1961/62 als Finanzwissenschaftler der Durchbruch gelungen. Im Jahre 1962 wurde er Mitglied des Wissenschaftlichen Beirats des Bundesministeriums der Finanzen. Ein Jahr später wurde Ehrlicher als Ordinarius an die Universität Hamburg berufen, wo er nach kurzer Zeit schon Direktor des Instituts für Finanzwissenschaft wurde. In Nachfolge Fritz Voigts (1910–1993) bot ihm die Deutsche Sparkassenorganisation die Leitung des Instituts für das Spar-, Giro- und Kreditwesen an. Dieses Institut hatte bereits eine gute Bibliothek, in den folgenden 20 Jahren baute er sie zur führenden Bibliothek auf monetärem Gebiet aus. Fortan lag sein Hauptforschungsfeld hauptsächlich im Bereich Geldtheorie und Geldpolitik. Im Jahre 1966 folgte ein Ruf zurück an die Friedrich-Alexander-Universität Erlangen-Nürnberg, den Ehrlicher jedoch ablehnte. Der Deutsche Sparkassen- und Giroverband trat an ihn heran, ein Archiv zur aktuellen Geld- und Kreditpolitik zu begründen. Nach seinen Interessen befanden sie eine wissenschaftliche Zeitschrift, die die Bankbetriebslehre miteinbezieht, für eine insgesamt bessere Lösung, somit wurde der Bankbetriebswirt Helmut Lipfert (1924–2008) als Mitherausgeber der 1968 ersterschienenen Zeitschrift Kredit und Kapital gewonnen. Sie wurde schnell zum internationalen Forum für Auseinandersetzung zwischen Monetarismus und Fiskalismus.
Zum Wintersemester 1967/68 wurde Ehrlicher als erster Ökonom nach Karl August Fritz Schiller (1911–1994) zum Rektor der Universität Hamburg gewählt. Diese Wahl stellt den Beginn der Studentenunruhen dar, ein Spruchband zweier Studenten „Unter den Talaren – Muff von 1000 Jahren“ ging um die ganze Welt. Das unter dieser Revolution auch zwiegespaltene Professorenkollegium konnte er dennoch für sich gewinnen, so dass er für die Amtsperiode 1968/69 zum Rektor wiedergewählt wurde. Der Schwerpunkt seiner Aktivität als Rektor war die Lösung finanzieller und organisatorischer Probleme zusammen mit seinen Fakultätskollegen und Assistenten. Einen Ruf an die Universität zu Köln, an den derzeit bedeutendsten finanzwissenschaftlichen Lehrstuhl der Bundesrepublik Deutschland, lehnte Ehrlicher ab. Im Jahre 1972 folgte er aufgrund übler Nachrede aus Studentenkreisen („Nichts ist entbehrlicher als Ehrlicher“) und dem eigenen Wunsch, nicht lebenslang in einer Großstadt leben zu wollen, dem Ruf an die Universität Freiburg zurück und wurde dort schon bald Direktor des Instituts für Finanzwissenschaft. Das Institut für das Spar-, Giro- und Kreditwesen wurde nach Freiburg verlegt und baute hier auch sein Eigenheim. Zur Gründung des Ausschusses für Geldtheorie und Geldpolitik der Gesellschaft für Wirtschafts- und Sozialwissenschaften, Verein für Socialpolitik, im Jahre 1976 wurde Ehrlicher zu dessen Vorsitzenden gewählt. Mit seiner Emeritierung 1988 wurde auch das Freiburger Institut für das Spar-, Giro- und Kreditwesen aufgelöst.

#### Vorlesungen im Wandel der Zeit
Im Jahre 1960 hielt Ehrlicher an der Albert-Ludwigs-Universität Freiburg seine Antrittsvorlesung mit dem Thema Die Geld-, Finanz- und Einkommenspolitik im volkswirtschaftlichen Systemzusammenhang. Nach Rückkehr nach Freiburg hielt er am 26. April 1972 eine Vorlesung mit demselben Thema. Zu seiner Emeritierung folgte die Abschiedsvorlesung mit erneut dem gleichen Thema. An diesen drei Variationen der Vorlesung desselben Themas wollte Ehrlicher die Wandlung der Spannung zwischen Fiskalismus und Monetarismus sowie die Wandlung seiner eigenen Einstellung zu den wichtigsten wirtschaftspolitischen Bereichen, der Geld-, Finanz- und Einkommenspolitik, aufzeigen.

### Letzte Lebensjahre

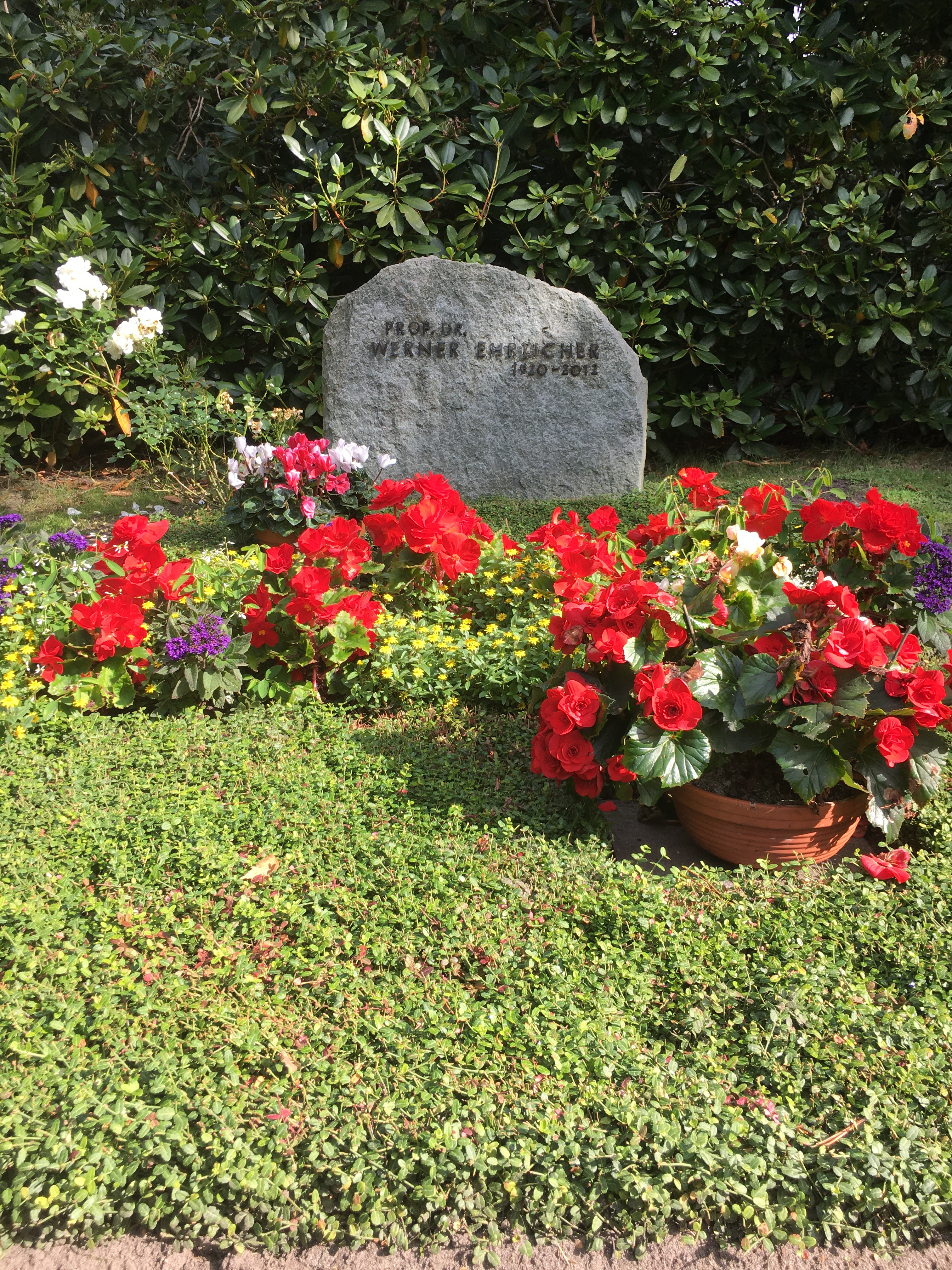
Grabstätte auf dem Friedhof Ohlsdorf

Nach seiner Emeritierung wollte Ehrlicher keine weitere Lehrtätigkeit ausüben, jedoch folgten weitere Veröffentlichungen und Vorträge zu aktuellen wirtschaftspolitischen Problemen. Er blieb auch weiterhin Mitglied des Wissenschaftlichen Beirats des Bundesministeriums der Finanzen. Ehrlicher wurde im Jahre 1989 mit dem Bundesverdienstkreuz 1. Klasse ausgezeichnet. In seinen letzten Lebensjahren lebte Ehrlicher in Hamburg. Am 27. April erschien in der Frankfurter Allgemeinen ein Nachruf auf ihn.
Seine letzte Ruhestätte fand Werner Ehrlicher auf dem Friedhof Ohlsdorf. Sie liegt östlich des Nordteichs im Planquadrat AA 16.

### Ehe und Nachkommen
Ehrlicher heiratete 1954 Christel Karaschewski in Bamberg. Sie lebten zusammen in Freiburg im Breisgau und haben zwei Töchter. 

## Werke (Auswahl)
- Werner Ehrlicher: Die Problematik des Zeitmoments in der Theorie des Sparens und Investierens. 1950.
- Werner Ehrlicher: Geldkapitalbildung und Realkapitalbildung. Tübingen: Mohr, 1956.
- Werner Ehrlicher: Die deutsche Finanzpolitik seit 1924. In: Institut „Finanzen und Steuern“ 65 (1961).
- Werner Ehrlicher: Probleme langfristiger Strukturwandlungen des Kapitalstocks. In: Schriften des Vereins für Socialpolitik. Neue Folge, Band 30, Nr. 2, 1964, ISSN 0505-2777, S. 871–897.
- Werner Ehrlicher: Geldtheorie. In: Erwin E. von Beckerath (p. m.) et al. (Hrsg.): Handwörterbuch der Sozialwissenschaften. Forschung und Lehre – Handelspolitik. Band 4. Fischer, Mohr, Vandenhoeck & Ruprecht, Stuttgart / Tübingen / Göttingen 1965, S. 231–258.
- Werner Ehrlicher et al.: Kommunaler Finanzausgleich und Raumordnung. In: Veröffentlichungen der Akademie für Raumforschung und Landesplanung: Abhandlungen 51 (1967).
- Werner Ehrlicher: Wandlungen des Kapitalproblems im Industriezeitalter. In: Kredit und Kapital 1(1), 1968, S. 76–97.
- Werner Ehrlicher: Zum 50. Gründungstag der Universität Hamburg. In: Universität Hamburg 1919–1969. Hamburg 1969, S. 5–13.
- Werner Ehrlicher: Kommunaler Finanzausgleich und Raumordnung. In: Informationsbriefe für Raumordnung R 6.1.5 (1970).
- Werner Ehrlicher: Die Geld-, Finanz- und Einkommenspolitik im volkswirtschaftlichen Systemzusammenhang. In: Kredit und Kapital 5(4), 1972, S. 407–437.
- Werner Ehrlicher: Zur Neuordnung des Instrumentariums der Deutschen Bundesbank. In: Kredit und Kapital 6(2), 1973, S. 111–133.
- Werner Ehrlicher: Deutsche Finanzpolitik 1949–1974. In: Wirtschaftsdienst 54(5), 1974, S. 239–244.
- Werner Ehrlicher: Die Neuverschuldung der Gebietskörperschaften im Jahre 1975. In: Kredit und Kapital 8(2), 1975, S. 161–190.
- Werner Ehrlicher: Das strukturelle Defizit. In: Wirtschaftsdienst 55(9), 1975, S. 449–453.
- Werner Ehrlicher: Strukturelle Fehlentwicklungen in der Wirtschaft der Bundesrepublik Deutschland. In: Kredit und Kapital 9(1), 1976, S. 1–23.
- Werner Ehrlicher et al.: Grenzen der steuerlichen Belastbarkeit des Produktivvermögens. In: KAWS 1 (1977).
- Werner Ehrlicher: Zur Monetarismus-Diskussion in „Kredit und Kapital“. In: Kredit und Kapital 10(4), 1977, S. 429–460.
- Werner Ehrlicher: Öffentliche Sachausgaben. In: Fritz Neumark (Hrsg.): Handbuch der Finanzwissenschaft. 3. Auflage. Band 1. Mohr, Tübingen 1977, ISBN 3-16-337562-6, S. 753–795.
- Werner Ehrlicher: Geld als Freiheit. Über die ordnungspolitische Funktion des Geldes. In: Bayreuther Kolloquium zu Problemen Religiöser Sozialisation 2, 1979, S. 71–88.
- Werner Ehrlicher, B. Rohwer: Die öffentlichen Finanzen der Bundesrepublik im Jahre 1976. In: Finanzarchiv. Neue Folge, Band 37, 1979, ISSN 0015-2218, S. 307–337.
- Werner Ehrlicher: Grenzen der Staatsverschuldung. In: Peter Bohley, Georg Tolkemitt (Hrsg.): Wirtschaftswissenschaft als Grundlage staatlichen Handelns. Heinz Haller zum 65. Geburtstag. Mohr, Tübingen 1979, ISBN 3-16-341642-X, S. 27–47.
- Werner Ehrlicher: Finanzausgleich” 3: “Der Finanzausgleich in der Bundesrepublik Deutschland. In: HdWW 2, 1980, S. 662–689.
- Werner Ehrlicher: Finanzwirtschaft, öffentliche” 2: “Die Finanzwirtschaft der Bundesrepublik Deutschland. In: HdWW 3, 1981, S. 164–195.
- Werner Ehrlicher: Geldtheorie und Geldpolitik” 1: “Einführung: Der theoretisch-politische Doppelaskpekt monetärer Probleme. In: HdWW 3, 1981, S. 355–360.
- Werner Ehrlicher: Geldtheorie und Geldpolitik” 3: “Geldtheorie. In: HdWW 3, 1981, S. 374–391.
- Werner Ehrlicher: Geldtheorie und Geldpolitik” 6: “Geldpolitik. In: HdWW 3, 1981, S. 423–451.
- Werner Ehrlicher: Zukunftsprobleme unserer Wirtschaft. In: Kredit und Kapital 14(1), 1981, S. 3–25.
- Werner Ehrlicher: Monetarismus und Keynesianismus in der „Neuen Geldpolitik“. In: Kredit und Kapital 17(1), 1984, S. 1–17.
- Werner Ehrlicher: Aspekte der Staatsverschuldung. In: Der Staat. Band 24, 1985, ISSN 0038-884X, S. 31–49.
- Werner Ehrlicher: Stürmisches Wachstum trotz rudimentärer Finanzmärkte? In: Helmut Kramer, F. Butschek: Vom Nachzügler zum Vorbild(?) Österreichische Wirtschaft 1945 bis 1985. Fischer, Stuttgart 1985, S. 111–128, ISBN 3-437-50303-0.
- Werner Ehrlicher: Wandlungen des Kapitalmarktes. Auf dem Weg zum Interbankenmarkt. In: Standortbestimmung. Stuttgart 1984, ISBN 3-09-311000-9, S. 236–257.
- Werner Ehrlicher: Ein neuer Methodenstreit? In: Jahrbuch für Sozialwissenschaft. Band 36, 1985, S. 109–127, ISSN 0075-2770.
- Werner Ehrlicher: Zur Besteuerung der Kapitalerträge. In: Sparkasse. Band 103, Nr. 10, 1986, ISSN 0038-6561, S. 442–449.
- Werner Ehrlicher: Das Einlagengeschäft in Krieg, Inflation und Krise (1908–1948). In: Sparkassen in der Geschichte 1:3, 1987, S. 32–44.
- Werner Ehrlicher: Die Geld-, Finanz- und Einkommenspolitik im volkswirtschaftlichen Systemzusammenhang. In: Kredit und Kapital 21(2), 1988, S. 163–181.
- Werner Ehrlicher: Wandlungen in den Konzepten der Geld-, Finanz- und Lohnpolitik 1948–1986. In: Wolfgang Filc et al. (Hrsg.): Herausforderungen der Wirtschaftspolitik. Duncker & Humblot, Berlin, ISBN 3-428-06377-5, S. 315–336.
- Werner Ehrlicher, C. Albrecht: Geldkapitalbildung und Realkapitalbildung von 1950 bis 1987. In: Geldwertsicherung und Wirtschaftsstabilität, 1989, S. 27–55.
- Werner Ehrlicher: Finanzmärkte und Finanzierung der Realinvestitionen in Deutschland von 1950–1987. In: Volkswirtschaftliche Schriften. Band 396, 1990, ISSN 0505-9372, S. 109–122.
- Werner Ehrlicher: Zur Reliberalisierung eines sozialistischen Wirtschaftssystems. In: Franz Xaver Bea, W. Kitterer (Hrsg.): Finanzwissenschaft im Dienste der Wirtschaftspolitik. Mohr, Tübingen 1990, ISBN 3-16-145648-3, S. 457–475.
- Werner Ehrlicher: Ein Jahr nach der deutsch-deutschen Wirtschafts-, Währungs- und Finanzunion. Rückblick und Ausblick. In: Werner Ehrlicher et al. (Hrsg.): Diskussionsbeiträge. Discussion papers. Band 13, 1991, ISSN 0943-8408.
- Werner Ehrlicher: Zur Besteuerung der Kapitalerträge. In: Volkswirtschaftliche Korrespondenz der Adolf-Weber-Stiftung. Band 31, Nr. 7, 1992.
- Werner Ehrlicher (Hrsg.), R. Braun: Der Einfluß des Wandels in der Geldvermögensbildung auf die Realvermögensbildung. In: Untersuchungen über das Spar-, Giro- und Kreditwesen A:149 (1993).
- Werner Ehrlicher: Deutsche Finanzpolitik seit 1945. In: VSWG 81, 1994, S. 1–32.
- Werner Ehrlicher: Die Krise des EWS – Ein Argument gegen die Währungsunion? In: Dresdner Beiträge zur Volkswirtschaftslehre. Band 2, 1994, ISSN 0945-4829.
- Werner Ehrlicher, Alois Oberhauser et al.: Ein Plädoyer für den Euro. In: Diskussionsbeiträge. Discussion papers. Band 61, 1997.
- Werner Ehrlicher: Von der „wirtschaftlichen Wende“ zur Wiedervereinigung. In: Hans Pohl (Hrsg.): Geschichte der deutschen Kreditwirtschaft seit 1945. Knapp, Frankfurt 1998, ISBN 3-7819-0619-1, S. 299–354.
- Werner Ehrlicher: Ökonomische Probleme der Globalisierung. In: Hans-Jochen Kleineidam (Hrsg.): Unternehmenspolitik und Internationale Besteuerung. Schmidt, Berlin 1999, ISBN 3-503-04852-9, S. 45–62.
- Werner Ehrlicher: Der Weg zum Euro. In: SöR 800, 1999, S. 159–183.
- Werner Ehrlicher: Dasein in schnell sich wandelnder Welt. Bestimmung – Zufall – Entscheidung. In: Freiburger Universitätsblätter 40(151), 2001, S. 33–48.

## Herausgaben
- Werner Ehrlicher et al. (Hrsg.): Kompendium der Volkswirtschaftslehre. Göttingen: Vandenhoeck & Ruprecht, 1967–75.
- Werner Ehrlicher (Hrsg.): Probleme der Indexbindung. In: Beihefte zu Kredit und Kapital 2 (1974).
- Werner Ehrlicher, W.-D. Becker (Hrsg.): Die Monetarismus-Kontroverse. In: Beihefte zu Kredit und Kapital 4 (1978).
- Werner Ehrlicher, A. Oberhauser (Hrsg.): Probleme der Geldmengensteuerung. In: SVS new ser.:99 (1978).
- Werner Ehrlicher (Hrsg.): Geldpolitik, Zins und Staatsverschuldung. In: SVS new ser.:111 (1981).
- Werner Ehrlicher, R. Richter (Hrsg.): Probleme der Währungspolitik. In: SVS new ser.:120 (1981).
- Werner Ehrlicher, D. B. Simmert (Hrsg.): Geld- und Währungspolitik in der Bundesrepublik Deutschland. In: Beihefte zu Kredit und Kapital 7 (1982).
- Werner Ehrlicher, R. Richter (Hrsg.): Geld- und Währungsordnung. In: SVS new ser.:138 (1983).
- Werner Ehrlicher, D. Duwendag (Hrsg.): Geld- und Währungspolitik im Umbruch. In: Schriften zur monetären Ökonomie 18 (1983).
- Werner Ehrlicher, R. Richter (Hrsg.): Devisenmarktinterventionen der Zentralbanken. In: SVS new ser.:139 (1984).
- Werner Ehrlicher, D. B. Simmert (Hrsg.): Der volkswirtschaftliche Sparprozeß. In: Beihefte zu Kredit und Kapital 9 (1985).
- Werner Ehrlicher, D. B. Simmert (Hrsg.): Wandlungen des geldpolitischen Instrumentariums der Deutschen Bundesbank. In: Beihefte zu Kredit und Kapital 10 (1988).